# Rheumaptera consolabilis
Rheumaptera consolabilis là một loài bướm đêm trong họ Geometridae.